# Luberadz
Luberadz is een plaats in het Poolse district  Ciechanowski, woiwodschap Mazovië. De plaats maakt deel uit van de gemeente Ojrzeń en telt 260 inwoners.